# فیرک رست (واشینگتن)
فیرک رست (به انگلیسی: Fircrest) شهری در شهرستان پیرسی ایالت واشنگتن است که در سرشماری سال ۲۰۱۰ میلادی، ۶۴۹۷ نفر جمعیت داشته است.